# Patellapis albipilata
Patellapis albipilata är en biart som först beskrevs av Walker 1996.  Patellapis albipilata ingår i släktet Patellapis och familjen vägbin. Inga underarter finns listade i Catalogue of Life.

## Bildgalleri

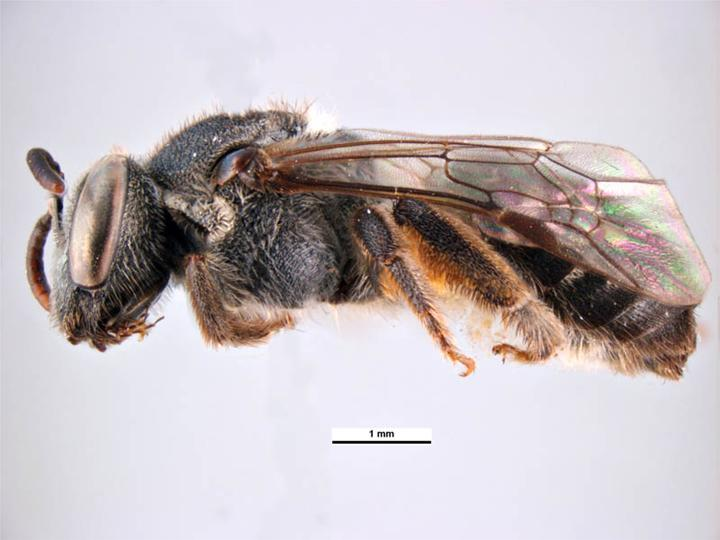
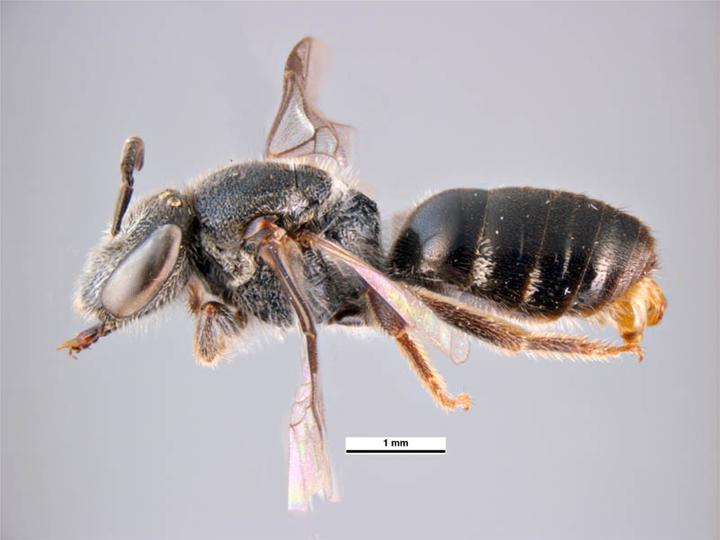